# Limnephilus germanus
Limnephilus germanus – gatunek owada z rzędu chruścików, z rodziny bagiennikowateych (Limnephilidae).
Gatunek borealno-górski, larwy spotykane w strumieniach, rzekach i jeziorach. Limneksen, prawdopodobnie tyrfofilny lub preferujący zbiorniki dystroficzne. Ze względu na brak dobrych cech diagnostycznych larwy nie są oznaczane zazwyczaj do gatunku.
Imagines złowiono nad śródleśnym jeziorkiem koło Pasymia oraz nad jeziorem Kośno. W Europie Północnej zasiedla cieki, źródliska torfowiskowe, imagines czasami poławiane nad jeziorami.